# Захарий Первославлевич
Заха́рий Первосла́вич (серб. Захарија Првослављевић) — сын Первослава (Прибислава) и внук Мутимира. Был великим жупаном Сербии между 921 и 924. Несмотря на поддержку Византии, с помощью которой он взошёл на престол, был побеждён болгарами, а Сербия была присоединена к Болгарскому царству.